# مونرو بيركوفيتس
مونرو بيركوفيتس (بالإنجليزية: Monroe Berkowitz)‏ هو أكاديمي أمريكي، ولد في 1919، وتوفي في 2009.